# Nest-Sotra Fotball 2014
Questa voce raccoglie le informazioni riguardanti il Nest-Sotra Fotball nelle competizioni ufficiali della stagione 2014.

## Stagione
A seguito della vittoria del gruppo 3 del campionato 2013, il Nest-Sotra è stato promosso nella 1. divisjon, secondo livello calcistico locale, per la prima volta nella sua storia. Al termine di quella stagione, l'allenatore David Nielsen aveva manifestato la volontà di lasciare il club. Il 2 dicembre 2013, il Nest-Sotra ha scelto Alexander Straus come suo sostituto, con Lars Fredriksen come suo assistente. Il 13 agosto 2014, Straus è entrato nello staff tecnico di David Nielsen, che nel frattempo era stato nominato allenatore dello Strømsgodset. Ruben Hetlevik è stato così nominato allenatore-giocatore fino al termine dell'annata. La squadra ha chiuso la stagione al 12º posto in classifica, raggiungendo così la salvezza; l'avventura nel Norgesmesterskapet 2014 si è conclusa invece al secondo turno, con l'eliminazione per mano del Fyllingsdalen. Petter Havsgård Martinsen è stato il calciatore maggiormente utilizzato in stagione con 32 presenze (30 in campionato e 2 in coppa), mentre Steffen Lie Skålevik è stato il miglior marcatore a quota 13 reti (12 in campionato e una in coppa).

## Rosa
| N. |                     | Ruolo | Calciatore                |
| -- | ------------------- | ----- | ------------------------- |
| 1  | Norvegia (bandiera) | P     | Martín Sanchez Olsen      |
| 2  | Norvegia (bandiera) | D     | Mads Bjørsvik Songve      |
| 3  | Serbia (bandiera)   | D     | Gojko Ivković             |
| 4  | Norvegia (bandiera) | D     | Max Bjørsvik              |
| 5  | Norvegia (bandiera) | D     | Bjarte Haugsdal           |
| 6  | Norvegia (bandiera) | D     | Thomas Lid Kleppe         |
| 7  | Norvegia (bandiera) | C     | Damian Sanchez Olsen      |
| 8  | Norvegia (bandiera) | C     | Øystein Aksnes            |
| 9  | Norvegia (bandiera) | A     | Steffen Lie Skålevik      |
| 10 | Norvegia (bandiera) | C     | Simen Næss                |
| 11 | Norvegia (bandiera) | A     | Christian Tveit           |
| 12 | Norvegia (bandiera) | D     | Petter Havsgård Martinsen |
| 13 | Norvegia (bandiera) | P     | Andreas Eikum             |

| N. |                     | Ruolo | Calciatore              |
| -- | ------------------- | ----- | ----------------------- |
| 14 | Norvegia (bandiera) | C     | Bjarne Langeland        |
| 15 | Norvegia (bandiera) | C     | Johnny Furdal           |
| 16 | Norvegia (bandiera) | D     | Kevin Duré              |
| 17 | Norvegia (bandiera) | C     | Kristoffer Zachariassen |
| 18 | Norvegia (bandiera) | A     | Riki Alba               |
| 18 | Norvegia (bandiera) | C     | Marius Hagen            |
| 19 | Norvegia (bandiera) | A     | Kjetil Kalve            |
| 20 | Norvegia (bandiera) | A     | Joakim Hammersland      |
| 21 | Norvegia (bandiera) | C     | Preben Hammersland      |
| 23 | Norvegia (bandiera) | C     | Ruben Hetlevik          |
| 25 | Norvegia (bandiera) | D     | Henrik Gjesdal          |
| 25 | Norvegia (bandiera) | C     | Ørjan Hopen             |
| 91 | Norvegia (bandiera) | C     | Nick Rios Haugen        |

## Calciomercato

### Sessione invernale(dal 01/01 al 31/03)
| Arrivi           | Arrivi               | Arrivi   | Arrivi        |
| R.               | Nome                 | da       | Modalità      |
| ---------------- | -------------------- | -------- | ------------- |
| P                | Andreas Eikum        | Moss     | definitivo    |
| D                | Mads Bjørsvik Songve | Fana     | definitivo    |
| D                | Henrik Gjesdal       | Brann    | prestito      |
| D                | Bjarte Haugsdal      |          | svincolato    |
| C                | Øystein Aksnes       | Åsane    | definitivo    |
| C                | Marius Hagen         | Notodden | definitivo    |
| C                | Preben Hammersland   |          | svincolato    |
| A                | Joakim Hammersland   | Åsane    | definitivo    |
| A                | Kjetil Kalve         |          | svincolato    |
| A                | Christian Tveit      |          | svincolato    |
| Altre operazioni |                      |          |               |
| R.               | Nome                 | da       | Modalità      |
| C                | Rune Mo              | Stord    | fine prestito |

| Partenze | Partenze             | Partenze | Partenze   |
| R.       | Nome                 | a        | Modalità   |
| -------- | -------------------- | -------- | ---------- |
| C        | Rune Mo              | Brann 2  | prestito   |
| A        | Tim André Nilsen     | Sogndal  | definitivo |
| A        | Stein Erik Strømsnes |          | svincolato |

### Sessione estiva(dal 15/07 al 15/08)
| Arrivi | Arrivi      | Arrivi    | Arrivi     |
| R.     | Nome        | da        | Modalità   |
| ------ | ----------- | --------- | ---------- |
| D      | Kevin Duré  |           | svincolato |
| C      | Ørjan Hopen | Sogndal   | prestito   |
| A      | Riki Alba   | Vålerenga | prestito   |

| Partenze | Partenze             | Partenze  | Partenze      |
| R.       | Nome                 | a         | Modalità      |
| -------- | -------------------- | --------- | ------------- |
| D        | Max Bjørsvik         | Vålerenga | prestito      |
| D        | Henrik Gjesdal       | Brann     | fine prestito |
| C        | Marius Hagen         | Husqvarna | definitivo    |
| C        | Damian Sanchez Olsen | Åsane     | prestito      |
| A        | Christian Tveit      |           | svincolato    |

## Risultati

### 1. divisjon

#### Girone di andata
| Arbitro: | Smehus Kringstad |

|              |           |                       |
| Tronseth 83’ | Marcatori | 21’, 72’ Lie Skålevik |

| Arbitro: | Eskås |

|                             |           |              |
| Skålevik 6’ Furdal 29’, 81’ | Marcatori | 17’ Sjølstad |

| Arbitro: | Thorsø Hansen |

|                         |           |                  |
| Pellegrino 69’ Berg 78’ | Marcatori | 73’ Lie Skålevik |

| Arbitro: | Haugen |

|           |           |                           |
| Tveit 90’ | Marcatori | 83’ Gundersen 90’ Strange |

| Hønefoss 1º maggio 2014, ore 18:00 5ª giornata | Hønefoss  | 2 – 1 referto | Nest-Sotra | AKA Arena (1.382 spett.) |
| \| \| \| \| \| \| Marcatori \| 55’ Næss \|     |           |               |            |                          |
|                                                |           |               |            |                          |
|                                                | Marcatori | 55’ Næss      |            |                          |

| Arbitro: | Gya |

|                                                         |           |  |
| Næss 58’ (rig.) Furdal 68’ Gjesdal 87’ Zachariassen 90’ | Marcatori |  |

| Arbitro: | Østerlie Borgersen (Oslo) |

|                      |           |               |
| Gjesdal 43’ Næss 53’ | Marcatori | 38’ Moldskred |

| Arbitro: | Smehus Kringstad |

|                     |           |  |
| Stene 38’ Olsen 72’ | Marcatori |  |

| Arbitro: | Gjermshus |

|  |           |                                |
|  | Marcatori | 18’, 39’, 52’ Sellin 32’ Dieng |

| Arbitro: | Moen |

|                           |           |                                                                                 |
| Törnqvist 31’ Aursnes 90’ | Marcatori | 2’ Gjesdal 8’ Hammersland 24’ Lie Skålevik 49’ Havsgård Martinsen 86’ Langeland |

| Ågotnes 29 maggio 2014, ore 18:00 11ª giornata                                | Nest-Sotra | 1 – 1 referto              | Ullensaker/Kisa | Ågotnes Stadion (1.014 spett.) |
| \| \| \| \| \| Lie Skålevik 21’ \| Marcatori \| 41’ Killingberg Nikolaisen \| |            |                            |                 |                                |
|                                                                               |            |                            |                 |                                |
| Lie Skålevik 21’                                                              | Marcatori  | 41’ Killingberg Nikolaisen |                 |                                |

| Arbitro: | Thorsø Hansen |

|                       |           |                  |
| Kalludra 5’ Mendy 64’ | Marcatori | 15’ Lie Skålevik |

| Arbitro: | Eskås |

|                                  |           |  |
| Næss 25’ (rig.) Lie Skålevik 54’ | Marcatori |  |

| Arbitro: | Moen |

|                                    |           |            |
| Vevatne 34’ Khalili 54’ Tveita 80’ | Marcatori | 52’ Furdal |

| Arbitro: | Helgerud (Lier) |

|                               |           |                           |
| Nome 38’ (rig.) Sega Ngom 67’ | Marcatori | 21’ Lie Skålevik 52’ Næss |

#### Girone di ritorno
| Arbitro: | Smehus Kringstad |

|  |           |                  |
|  | Marcatori | 68’ (rig.) Riski |

| Arbitro: | Eskås |

|                                                |           |                    |
| Kirkevold 22’ Gabrielsen 72’ (rig.) Sellin 79’ | Marcatori | 30’ Næss 36’ Hopen |

| Arbitro: | Gya |

|             |           |                              |
| Hetlevik 5’ | Marcatori | 30’ Benmoussa 50’ Pellegrino |

| Arbitro: | Eskås |

|                |           |                  |
| Børmark-By 45’ | Marcatori | 17’ Zachariassen |

| Arbitro: | Gya |

|                   |           |                       |
| Duré 45’ Næss 90’ | Marcatori | 20’ Høylo Fundingsrud |

| Arbitro: | Ahlsen |

|                                             |           |                    |
| Drage 45’ Ondrášek 45’, 90’ R. Johansen 50’ | Marcatori | 17’ Hopen 72’ Næss |

| Arbitro: | Gya |

|  |           |            |
|  | Marcatori | 52’ Shroot |

| Arbitro: | Ahlsen |

|                |           |                           |
| V. Lysvoll 15’ | Marcatori | 52’ Lie Skålevik 60’ Næss |

| Arbitro: | Moen |

|                  |           |           |
| Zachariassen 90’ | Marcatori | 20’ Mendy |

| Arbitro: | Hansen (Feda) |

|                     |           |  |
| Moen Hansen 2’, 43’ | Marcatori |  |

| Arbitro: | Eskås |

|                           |           |                              |
| Næss 12’ Lie Skålevik 28’ | Marcatori | 41’, 45’ Tveita 59’ Johansen |

| Arbitro: | Gjermshus |

|                          |           |           |
| Zachariassen 4’ Næss 58’ | Marcatori | 86’ Olsen |

| Arbitro: | Lundby (Bøverbru) |

|                             |           |                                           |
| Gauseth 52’, 64’ Sundli 68’ | Marcatori | 10’ Havsgård Martinsen 71’ J. Hammersland |

| Arbitro: | Jonsson Trædal |

|                        |           |                     |
| Aksnes 47’ Ivković 50’ | Marcatori | 52’ Rønning 90’ Aas |

| Arbitro: | Borgersen (Oslo) |

|                 |           |                                     |
| Kwakwa 23’, 79’ | Marcatori | 30’ Lie Skålevik 45’ J. Hammersland |

### Norgesmesterskapet
| Arbitro: | Knudsen Arnholt |

|                    |                      |                  |
| Bønæs Kvalheim 23’ | Marcatori            | 61’ Lie Skålevik |
|                    | Tiri di rigore 1 – 4 |                  |

| Ågotnes 7 maggio 2014, ore 18:00 Secondo turno                           | Nest-Sotra | 1 – 2 (d.t.s.) referto       | Fyllingsdalen | Ågotnes Stadion (279 spett.) |
| \| \| \| \| \| Kalve 21’ \| Marcatori \| 84’ (rig.) Hafsås 117’ Kåven \| |            |                              |               |                              |
|                                                                          |            |                              |               |                              |
| Kalve 21’                                                                | Marcatori  | 84’ (rig.) Hafsås 117’ Kåven |               |                              |

## Statistiche

### Statistiche di squadra
| Competizione       | Punti | In casa | In casa | In casa | In casa | In casa | In casa | In trasferta | In trasferta | In trasferta | In trasferta | In trasferta | In trasferta | Totale | Totale | Totale | Totale | Totale | Totale | DR |
| Competizione       | Punti | G       | V       | N       | P       | Gf      | Gs      | G            | V            | N            | P            | Gf           | Gs           | G      | V      | N      | P      | Gf     | Gs     | DR |
| ------------------ | ----- | ------- | ------- | ------- | ------- | ------- | ------- | ------------ | ------------ | ------------ | ------------ | ------------ | ------------ | ------ | ------ | ------ | ------ | ------ | ------ | -- |
| 1. divisjon        | 37    | 15      | 6       | 3       | 6       | 23      | 21      | 15           | 4            | 4            | 7            | 26           | 30           | 30     | 10     | 7      | 13     | 49     | 51     | -2 |
| Norgesmesterskapet | -     | 1       | 0       | 0       | 1       | 1       | 2       | 1            | 0            | 1            | 0            | 1            | 1            | 2      | 0      | 1      | 1      | 2      | 3      | -1 |
| Totale             | -     | 16      | 6       | 3       | 7       | 24      | 23      | 16           | 4            | 5            | 7            | 27           | 31           | 32     | 10     | 8      | 14     | 51     | 54     | -3 |

### Andamento in campionato
| Giornata  | 1 | 2 | 3 | 4 | 5 | 6 | 7 | 8 | 9 | 10 | 11 | 12 | 13 | 14 | 15 | 16 | 17 | 18 | 19 | 20 | 21 | 22 | 23 | 24 | 25 | 26 | 27 | 28 | 29 | 30 |
| --------- | - | - | - | - | - | - | - | - | - | -- | -- | -- | -- | -- | -- | -- | -- | -- | -- | -- | -- | -- | -- | -- | -- | -- | -- | -- | -- | -- |
| Luogo     | T | C | T | C | T | C | C | T | C | T  | C  | T  | C  | T  | T  | C  | T  | C  | T  | C  | T  | C  | T  | C  | T  | C  | C  | T  | C  | T  |
| Risultato | V | V | P | P | V | V | V | P | P | V  | N  | P  | V  | P  | N  | P  | P  | P  | N  | V  | P  | P  | V  | N  | N  | P  | V  | P  | N  | N  |
| Posizione |   |   |   |   |   |   |   |   |   |    |    |    |    |    |    |    |    |    |    |    |    |    |    |    |    |    |    |    |    | 12 |

Fonte:  1. divisjon 2014, su altomfotball.no, Altomfotball.
Legenda:

Luogo: C = Casa; T = Trasferta. Risultato: V = Vittoria; N = Pareggio; P = Sconfitta.

### Statistiche dei giocatori
| Giocatore             | 1. divisjon | 1. divisjon | 1. divisjon | 1. divisjon | Norgesmesterskapet | Norgesmesterskapet | Norgesmesterskapet | Norgesmesterskapet | Coppe europee | Coppe europee | Coppe europee | Coppe europee | Altre coppe | Altre coppe | Altre coppe | Altre coppe | Totale   | Totale | Totale      | Totale     |
| Giocatore             | Presenze    | Reti        | Ammonizioni | Espulsioni  | Presenze           | Reti               | Ammonizioni        | Espulsioni         | Presenze      | Reti          | Ammonizioni   | Espulsioni    | Presenze    | Reti        | Ammonizioni | Espulsioni  | Presenze | Reti   | Ammonizioni | Espulsioni |
| --------------------- | ----------- | ----------- | ----------- | ----------- | ------------------ | ------------------ | ------------------ | ------------------ | ------------- | ------------- | ------------- | ------------- | ----------- | ----------- | ----------- | ----------- | -------- | ------ | ----------- | ---------- |
| Ø. Aksnes             | 16          | 1           | 2           | 0           | 2                  | 0                  | 0                  | 0                  |               |               |               |               |             |             |             |             | 18       | 1      | 2           | 0          |
| R. Alba               | 6           | 0           | 1           | 0           | -                  | -                  | -                  | -                  |               |               |               |               |             |             |             |             | 6        | 0      | 1           | 0          |
| M. Bjørsvik           | 13          | 0           | 2           | 1           | 2                  | 0                  | 1                  | 0                  |               |               |               |               |             |             |             |             | 15       | 0      | 3           | 1          |
| M. Bjørsvik Songve    | 16          | 0           | 1           | 0           | 2                  | 0                  | 0                  | 0                  |               |               |               |               |             |             |             |             | 18       | 0      | 1           | 0          |
| K. Duré               | 7           | 1           | 0           | 0           | -                  | -                  | -                  | -                  |               |               |               |               |             |             |             |             | 7        | 1      | 0           | 0          |
| A. Eikum              | 4           | -8          | 1           | 0           | 2                  | -3                 | 1                  | 0                  |               |               |               |               |             |             |             |             | 6        | -11    | 2           | 0          |
| J. Furdal             | 27          | 4           | 0           | 0           | 0                  | 0                  | 0                  | 0                  |               |               |               |               |             |             |             |             | 27       | 4      | 0           | 0          |
| H. Gjesdal            | 14          | 3           | 3           | 0           | 2                  | 0                  | 0                  | 0                  |               |               |               |               |             |             |             |             | 16       | 3      | 3           | 0          |
| M. Hagen              | 16          | 0           | 4           | 0           | 2                  | 0                  | 0                  | 1                  |               |               |               |               |             |             |             |             | 18       | 0      | 4           | 1          |
| J. Hammersland        | 25          | 3           | 3           | 0           | 1                  | 0                  | 0                  | 0                  |               |               |               |               |             |             |             |             | 26       | 3      | 3           | 0          |
| P. Hammersland        | 7           | 0           | 0           | 0           | 0                  | 0                  | 0                  | 0                  |               |               |               |               |             |             |             |             | 7        | 0      | 0           | 0          |
| B. Haugsdal           | 24          | 0           | 4           | 0           | 1                  | 0                  | 0                  | 0                  |               |               |               |               |             |             |             |             | 25       | 0      | 4           | 0          |
| P. Havsgård Martinsen | 30          | 2           | 1           | 0           | 2                  | 0                  | 0                  | 0                  |               |               |               |               |             |             |             |             | 32       | 2      | 1           | 0          |
| R. Hetlevik           | 18          | 1           | 2           | 1           | 1                  | 0                  | 0                  | 0                  |               |               |               |               |             |             |             |             | 19       | 1      | 2           | 1          |
| Ø. Hopen              | 13          | 2           | 2           | 0           | -                  | -                  | -                  | -                  |               |               |               |               |             |             |             |             | 13       | 2      | 2           | 0          |
| G. Ivković            | 10          | 1           | 3           | 0           | 0                  | 0                  | 0                  | 0                  |               |               |               |               |             |             |             |             | 10       | 1      | 3           | 0          |
| K. Kalve              | 12          | 0           | 0           | 0           | 2                  | 1                  | 0                  | 0                  |               |               |               |               |             |             |             |             | 14       | 1      | 0           | 0          |
| B. Langeland          | 16          | 1           | 3           | 0           | 1                  | 0                  | 0                  | 0                  |               |               |               |               |             |             |             |             | 17       | 1      | 3           | 0          |
| T. Lid Kleppe         | 15          | 0           | 2           | 0           | 0                  | 0                  | 0                  | 0                  |               |               |               |               |             |             |             |             | 15       | 0      | 2           | 0          |
| S. Lie Skålevik       | 29          | 12          | 1           | 0           | 2                  | 2                  | 0                  | 0                  |               |               |               |               |             |             |             |             | 31       | 14     | 1           | 0          |
| S. Næss               | 29          | 12          | 3           | 0           | 1                  | 0                  | 0                  | 0                  |               |               |               |               |             |             |             |             | 30       | 12     | 3           | 0          |
| N. Rios Haugen        | 7           | 0           | 0           | 0           | 0                  | 0                  | 0                  | 0                  |               |               |               |               |             |             |             |             | 7        | 0      | 0           | 0          |
| D. Sanchez Olsen      | 1           | 0           | 0           | 0           | 2                  | 0                  | 1                  | 0                  |               |               |               |               |             |             |             |             | 3        | 0      | 1           | 0          |
| M. Sanchez Olsen      | 26          | -43         | 0           | 0           | 0                  | -0                 | 0                  | 0                  |               |               |               |               |             |             |             |             | 26       | -43    | 0           | 0          |
| C. Tveit              | 7           | 1           | 0           | 0           | 1                  | 0                  | 0                  | 0                  |               |               |               |               |             |             |             |             | 8        | 1      | 0           | 0          |
| K. Zachariassen       | 29          | 5           | 1           | 0           | 2                  | 0                  | 0                  | 0                  |               |               |               |               |             |             |             |             | 31       | 5      | 1           | 0          |